# Proletkult
Proletkult é a abreviatura da expressão russa "proletarskaya kultura" (пролетарская культура), que significa "cultura proletária". Foi um movimento literário surgido na Rússia em 1917. Entre seus criadores estão o teórico Alexander Bogdanov e o poeta Mikhail Gerasimov. Durante sua existência, reuniu de artistas decadentes a futuristas.
De origem popular e manifestamente contrário à cultura burguesa, o movimento incentivava a produção de uma literatura de cunho social e político que fosse acessível ao povo, embora sem nenhuma vinculação ao governo ou ao Partido Comunista. Esse isolamento da situação política e econômica foi um dos motivos que levaram à extinção do movimento.
A partir de 1920, o Partido Comunista, então no poder, passou a criticar publicamente o Proletkult. Assim, sem uma ideologia firme que o sustentasse e com a antipatia do governo, o movimento teve fim por volta de 1923.
O Proletkult foi muito provavelmente uma das origens da Verdade Operária, uma facção oposicionista do Partido Comunista.

## Ler mais
- Grande Enciclopédia Larousse Cultural. Editora Nova Cultural, 1998. 6112 p.

- Mayakovsky, Vladimir. Antologia Poética. Estudo biográfico e tradução de Emilio Carrera Guerra. São Paulo, Editora Max Limonad, 3ª ed., 1984. 200 p.